# Kamino
A Kamino a Csillagok háborúja elképzelt univerzumának egyik bolygója. A klónok támadása című filmben jelenik meg.
A Külső Peremen, a Rishi Labirintustól délre található.

## Leírása
A bolygó teljes felszínét víz borítja, állandóak a tengeri viharok. Városai mesterséges cölöpökön magasodnak.
Korábban nagy részét szárazföld borította, azonban ez az éghajlat változásnak köszönhetően víz alá került.

## Élővilága
Kevés tengerében valamikor angolnák és cetfélék éltek, a szárazföld mocsaraiban pedig vékony testű emlősök. Mai lakói a kaminoiak, világos bőrű, hosszú nyakú, vékony, elegánsan mozgó értelmes lények.

## Történelme
19 000 BBY(Before Battle Yavin-Yavin-i csata előtt) körül hirtelen klímaváltozás miatt a sarki jégsapkák olvadni kezdtek. Kétszáz éven belül városai több száz méteres víz alá kerültek, köztük a korábbi főváros, Derem és olyan építészeti remekművek is, mint az Óratorony és a Harai Nova.
A kaminoiak azonban túlélték a katasztrófát, megtanultak városokat építeni a vízszint fölé és klónozási technológiájuk segítségével sok állatot megmentettek a pusztulástól. Genetikai eredményeiket és klónozási tudásukat hamarosan saját magukon is alkalmazni kezdték, és a tökéletesség keresése megjelenésük, viselkedésük és gondolkodásuk egységessége felé vezetett.
A Köztársaság vállalkozó szellemű csoportjai kapcsolatot létesítettek a bolygóval 4500 BBY körül. A kaminoiak klónozási technológiája ekkor már jóval fejlettebb volt az akkoriban ismert Lurri technológiánál, így rövid időn belül megrendelésekkel árasztották el Topica City laboratóriumait a közeli és távolabbi régiók.
A Kamino közigazgatásilag sosem tartozott a Köztársasághoz, formálisan független volt, a Szenátusban nem képviseltette magát. Azonban üzleti kapcsolatai miatt mindig jó viszonyban volt a köztársaság befolyásos vezetőivel, emiatt a galaktikus polgárháborúk idején szinte mindig a Köztársaság (illetve annak bizonyos értelemben vett jogutódja, a Birodalom) mellett állt. A kaminoiak a klónháborúkban elsősorban mint katonai orvosok és biomérnökök vettek részt a Köztársaság oldalán, bár más világok lakóihoz képest kis számban.
32 BBY-ban Sifo-Dyas Jedi mester – a Tanács tudta nélkül – megrendelést adott egy klónhadsereg gyártására a Köztársaság számára, mivel látomásai hírt adtak neki az eljövendő háborúról. A projekt vezetése azonban hamarosan barátja, a Jedi Dooku gróf kezébe került,  aki egyre inkább a sötét Sith Nagyúr, Darth Sidious befolyása alá került; Sifo-Dyast Dooku hamarosan meggyilkolta. Darth Sidious még azt is elérte, hogy a bolygót töröljék a csillagászati adatbázisokból, hogy ezzel is biztosítsa a program titkosságát. A tartályokban egy fejvadász – Jango Fett –, mintájára növesztett klónhadsereg adta a nevét a 22 és 19 BBY között zajló Klónháborúknak, s ennek során a Köztársasággal harcoló fél, a szeparatisták többször(sikertelenül) megtámadták a bolygót.
Az első támadást egy tehetséges mon calamari flottaparancsnok, Merai vezette, azonban a szeparatista hírszerzés kudarca miatt a klóngyár főreaktora helyet egy teljesen lényegtelen célpont koordinátáit kapta meg, így a támadók hamar rájöttek a támadás értelmetlenségére. Merai zászlóshajóját szétlőtték, maga pedig feláldozta a saját űrvadászát és életét, hogy csapatai visszavonulhassanak, így nem szenvedtek katasztrofális vereséget. Ez volt az első kaminoi csata.
A Kaminót a Szeparatisták még többször megtámadták: egy sikertelen kísérlet után, amelyet Grievous tábornok vezetett és meglepetésszerűnek szánt (de a bolygót tartalmazó űrszektorba sem jutott el, mert leleplezték, köszönhetően a Risi megfigyelőállomás öt klón újoncának), egy Dooku befolyása alatt álló illegális mandalori katonai szervezet is megtámadta, komoly pusztítást okozva.
A háború végére Kamino a Birodalom egyik jól megerősített birtoka lett, aminek a feladata a rohamosztagos csapatok bővítése volt.
12 BBY-ban felkelés tört ki egyes kaminói klónmesterek vezetésével, amit azonban a birodalmi 501-es légió Boba Fett vezetésével levert.
4 ABY-ban a Birodalom összeomlása Kamino gazdasági összeomlásával járt, a két évtizedes nagy számú klóngyártás véget ért. Ez után már csak kisebb megrendeléseket kaptak, haduraktól és gengszterektől.
A Rossz Osztag sorozatban azonban minden máshogy történt Y. e. 19-ben: Tarkin Admirális megparancsolja Rampart admirálisnak, hogy lője porrá a Kamínót. Ezt végignézi a 99-es klónósztag, akik elmenekülnek a bombázás elől.

## Megjelenése a filmekben
Csak A klónok támadása című filmben jelenik meg.
Obi-Wan Kenobi ide utazik a Padmé Amidala elleni sikertelen merénylet után talált mérgezett dárda nyomait követve. A bolygón tévedésből a kaminoiak azt hiszik, hogy a korábbi jedi-megrendelés nevében jár el, így felfedik előtte a megdöbbentő méretű klónhadsereg gyártását. Megtalálja a feltételezett merénylőt, Jango Fettet és fiát, Boba Fettet is, akik rátámadnak, majd elmenekülnek. Obi-Wan csak annyit tud elérni, hogy hajójukra nyomkövetőt helyez el, ennek segítségével követi őket a Geonosis bolygóra.
Yoda nem sokkal ezek után felkeresi a bolygót és egy relatíve kisebb (legalábbis a későbbi hadműveletek létszámához viszonyítva), már elkészült csapatot a parancsnoksága alá véve, megmenti a Geonosison halálra ítélt két jedit, Obi-Want és Anakin Skywalkert, valamint Padmé Amidala szenátornőt; továbbá a korábban a megmentésükre érkező más jedi lovagokat. Ettől a csatától számítják a Klónháborúk kezdetét.

## Forgatási körülmények
A bolygó teljes felszínét beborító tenger megjelenését az Industrial Light & Magic trükkstúdió alkotta meg. Az épületeket makettekből készítették.

## Fordítás
- Ez a szócikk részben vagy egészben  a   Kamino című angol Wikipédia-szócikk fordításán alapul.  Az eredeti cikk szerkesztőit annak laptörténete sorolja fel. Ez a jelzés csupán a megfogalmazás eredetét és a szerzői jogokat jelzi, nem szolgál a cikkben szereplő információk forrásmegjelöléseként.